# مجلد مانيلا

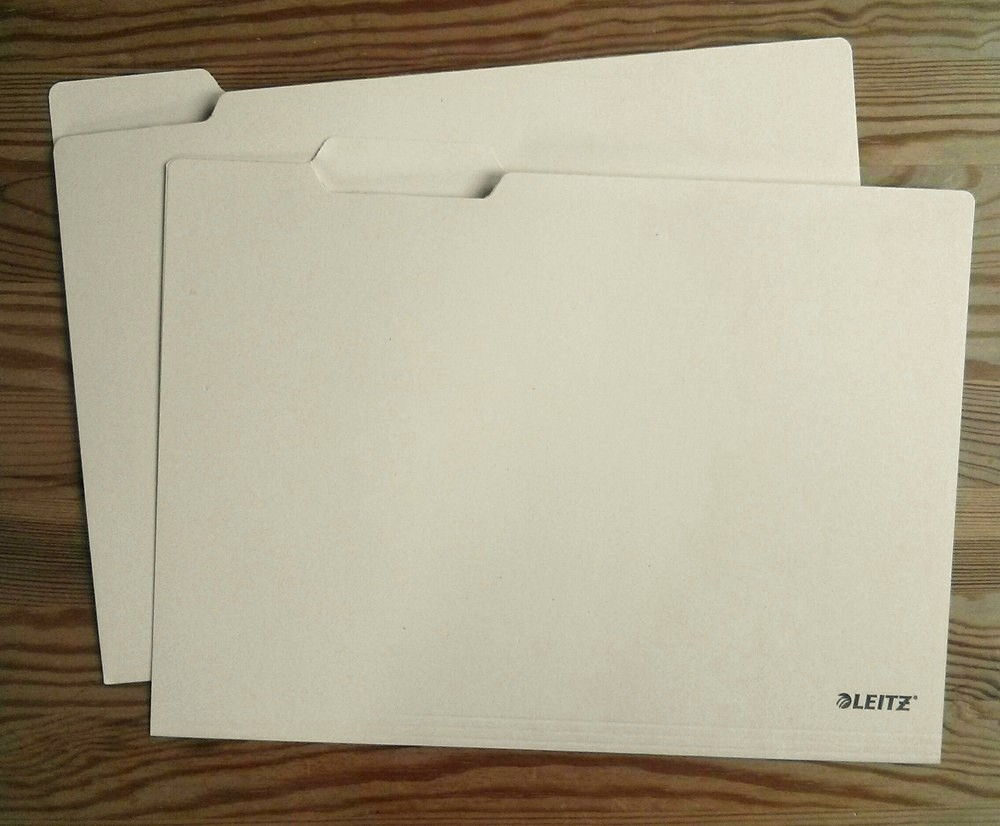
مجلد مانيلا.

مجلد مانيلا هو مجلد ملفات مصمم لاحتواء الوثائق والمستندات، يتكون عادةً من ورقة كبيرة قابلة للطي إلى النصف، على الرغم من أن اللون البرتقالي هو السائد إلى أنه أحيانًا يتم استخدام ألوان أخرى للتمييز بين فئات الملفات.